# Beáta Jurík
Beáta Jurík (* 9. října 1989) je slovenská politička, právnička a od října 2023 poslankyně Národní rady SR za Progresívne Slovensko. 
Vystudovala právo na Univerzitě v Bordeaux a na Štrasburské univerzitě, přičemž ve Štrasburku poté působila jako vysokoškolská učitelka a odborná asistentka (přednášela evropské právo, ústavní právo a mezinárodní právo), činná byla rovněž ve zveřejňování odborných publikací (v angličtině a ve francouzštině). Po konci působení v akademické sféře se zapojila do politiky a stala se politickou poradkyní pro frakci Renew Europe v Evropském parlamentu, kde se zaměřovala na témata právního státu, korupce nebo eurofondů (působila ve výborech pro kontrolu rozpočtu a pro rodovou rovnost). Vedle toho působila rovněž v Centre pomoci ženám zažívajúcim násilie a v Spoločnosti pre plánované rodičovstvo a působila také jako vedoucí feministické platformy.
K roku 2025 byla členkou předsednictva Progresivního Slovenska. V parlamentních volbách na Slovensku v roce 2023 kandidovala na 14. místě kandidátní listiny hnutí Progresívne Slovensko do NR SR. Získala 11 033 preferenčních hlasů, byla zvolena poslankyní a posléze se stala místopředsedkyní výboru NR SR pro evropské záležitosti.
K roku 2023 žila ve Zvolenu. Má jednoho syna.